# L'Intruse (film, 1985)
Pour les articles homonymes, voir L'Intruse.
L'Intruse est un film français réalisé par Bruno Gantillon, sorti en 1986.

## Fiche technique
- Titre : L'Intruse
- Réalisation : Bruno Gantillon
- Scénario : Bruno Gantillon et Iawa Tate
- Photographie : Emmanuel Machuel et Étienne Szabo
- Son : Dominique Duchatelle et Harald Maury
- Montage : Jean-François Naudon
- Musique : Jean-Marie Benjamin
- Sociétés de production : Corso Productions - Korgan Films - TF1 Films Production
- Pays d'origine :  France
- Durée : 88 minutes
- Date de sortie : France, 25 juin 1986

## Distribution
- Richard Bohringer
- Laura Morante
- Bernard-Pierre Donnadieu
- Jean-Marie Richier
- François Frapier
- Christine Brucher
- André Julien